# Вулиця Олександра Оксанченка (Київ)
Ву́лиця Олекса́ндра Окса́нченка — вулиця у Святошинському районі міста Києва, місцевості Авіамістечко, Святошин. Пролягає від Тернопільської і Хмельницької вулиць до вулиці Гетьмана Кирила Розумовського.
Прилучаються вулиці Степана Чобану й Улицька.

## Історія
Вулиця виникла в середині XX століття під назвою 857-а Нова. З 1955 року мала назву Огарьова на честь російського поета і публіциста Миколи Огарьова . Сучасна назва на честь українського льотчика Героя України Олександра Оксанченка — від 18 січня 2024 року. 

## Установи та заклади
- Київська спеціалізована школа I—III ступенів № 96 імені О. К. Антонова (буд. № 2)[3]

## Меморіальні таблиці
На будинку № 1 встановлено меморіальну таблицю в пам'ять про авіаконструктора Олега Антонова, який проживав у цьому будинку в 1957–1984 роках. Барельєф з дюралюмінію виготовлений за проєктом скульптора А. Шульженко та художниці Г. Попової, відкритий у 1991 році.
Також анотаційну таблицю з портретом Олега Антонова встановлено на сусідній будівлі школи, названої на його честь (металевий барельєф; відкрита 6 листопада 2012 року).

## Зображення

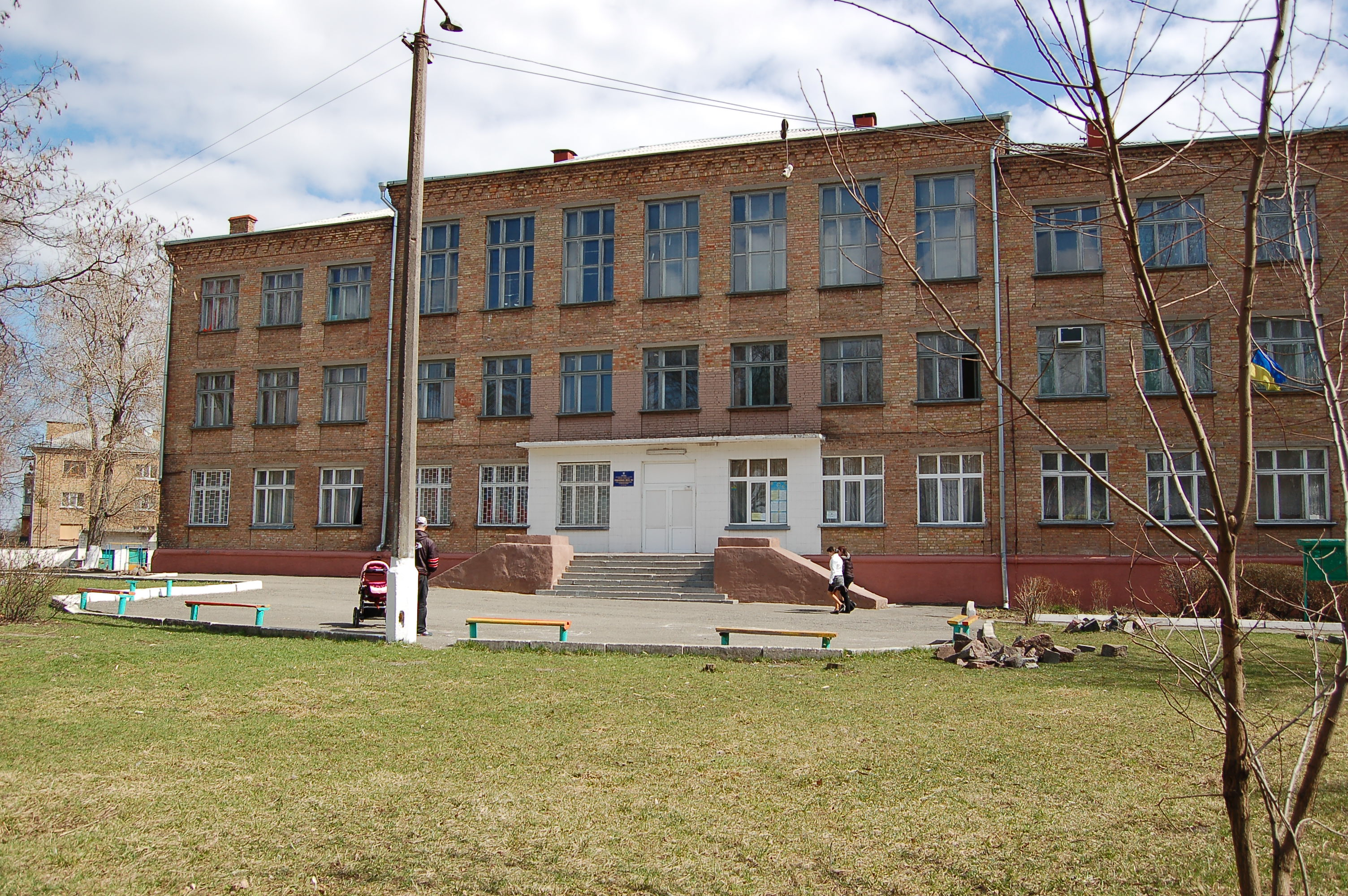
Будівля спеціалізованої школи № 96 імені О. К. Антонова (вул. Олександра Оксанченка, 2)
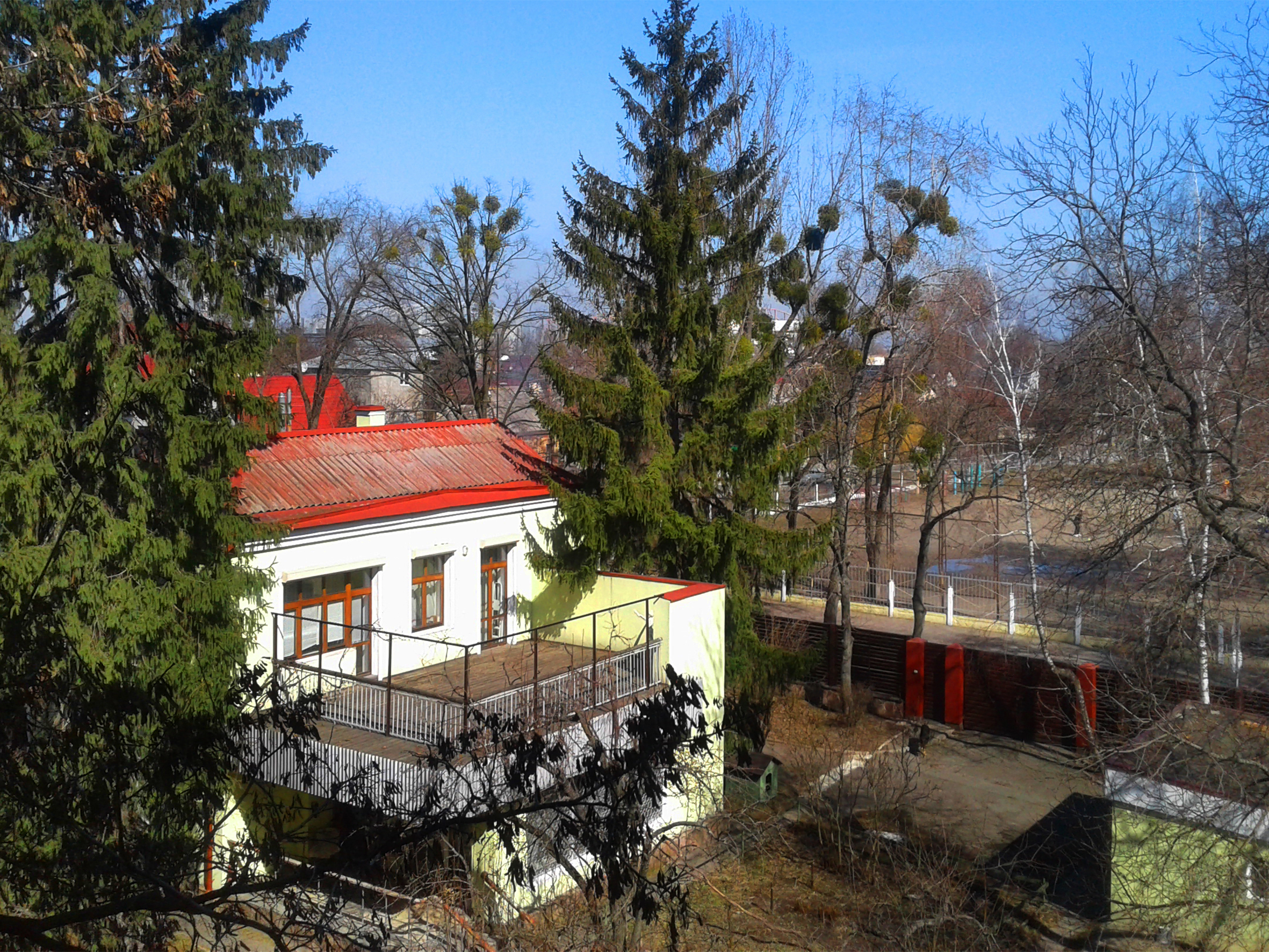
Будинок авіаконструктора Олега Антонова
Меморіальна таблиця авіаконструктору Олегу Антонову (вул. Олександра Оксанченка, 1)